# 田中雍和
田中 雍和（たなか やすかず、1933年6月15日 - ）は、日本出身の元サッカー選手。ポジションはFW。

## 来歴
広島一中（のち学制改革により鯉城高校、現国泰寺高校）の2年先輩に福原黎三、3年先輩に重松良典がいる。
中大クラブ（中央大学サッカー部の現役、OBで構成されたチーム）の一員として長沼健、内野正雄、丸山義行らと共に1956年の全日本サッカー選手権大会 （後の天皇杯全日本サッカー選手権大会）準優勝に貢献した。
日本代表としては1955年1月の東南アジア遠征で代表に初招集され、同月11日のビルマ体協選抜戦で国際Aマッチデビューを飾った。その年、国際Aマッチ4試合に出場した。

## 所属クラブ
- 県立広島第一中学校/県立広島国泰寺高等学校[1]
- 中央大学/中大クラブ
- 東洋工業[1]

## 代表歴

### 試合数
- 国際Aマッチ 4試合 0得点(1955)

| 日本代表 | 国際Aマッチ | 国際Aマッチ | その他 | その他 | 期間通算 | 期間通算 |
| 年       | 出場        | 得点        | 出場   | 得点   | 出場     | 得点     |
| -------- | ----------- | ----------- | ------ | ------ | -------- | -------- |
| 1955     | 4           | 0           | 3      | 0      | 7        | 0        |
| 通算     | 4           | 0           | 3      | 0      | 7        | 0        |

### 出場
| No. | 開催日         | 開催都市   | スタジアム | 対戦相手 | 結果 | 監督     | 大会         |
| --- | -------------- | ---------- | ---------- | -------- | ---- | -------- | ------------ |
| 1.  | 1955年01月02日 | ラングーン |            | ビルマ   | △1-1 | 竹腰重丸 | 国際親善試合 |
| 2.  | 1955年01月05日 | ラングーン |            | ビルマ   | ●0-3 | 竹腰重丸 | 国際親善試合 |
| 3.  | 1955年01月08日 | ラングーン |            | ビルマ   | △1-1 | 竹腰重丸 | 国際親善試合 |
| 4.  | 1955年01月11日 | ラングーン |            | ビルマ   | ○1-0 | 竹腰重丸 | 国際親善試合 |